# Сонобе Цутому
Сонобе Цутому (яп. 園部 勉, нар. 29 березня 1958, Ібаракі —) — японський футболіст, що грав на позиції захисника.

## Клубна кар'єра
Грав за команду Фудзіта.

## Виступи за збірну
Дебютував 1978 року в офіційних матчах у складі національної збірної Японії. У формі головної команди країни зіграв 7 матчів.

## Статистика
Статистика виступів у національній збірній.
| Збірна Японії | Збірна Японії | Збірна Японії |
| Роки          | Ігри          | голи          |
| ------------- | ------------- | ------------- |
| 1978          | 4             | 0             |
| 1979          | 0             | 0             |
| 1980          | 0             | 0             |
| 1981          | 3             | 0             |
| Усього        | 7             | 0             |